# 5178 Pattazhy
5178 Pattazhy este un asteroid din centura principală de asteroizi.

## Descriere
5178 Pattazhy este un asteroid din centura principală de asteroizi. A fost descoperit pe 1 februarie 1989 la Kavalur de R. Rajamohan. El prezintă o orbită caracterizată de o semiaxă mare de 2,23 ua, o excentricitate de 0,14 și o înclinație de 4,0° în raport cu ecliptica.